# Caquiaviri (gemeente)
Caquiaviri is een gemeente (municipio) in de Boliviaanse provincie Pacajes in het departement La Paz. De gemeente telt naar schatting 15.319 inwoners (2018). De hoofdplaats is Caquiaviri.